# Операція «Цеппелін»
Операція «Цеппелін» (англ. Operation Zeppelin) — кодова назва дезінформаційної операції, проведеної союзниками під час підготовки до вторгнення в Нормандію. Як складова частина входила до плану операції «Бадігард».
Головною метою операції «Цеппелін» було проведення хибних заходів щодо підготовки морського десанту союзників на Крит, західне узбережжя Греції та чорноморське узбережжя Румунії. Введене в оману німецьке командування відповідним чином було вимушено тримати певну кількість військ на Балканах.